# IC 2633
IC 2633 је спирална галаксија у сазвјежђу Лав која се налази на листи објеката дубоког неба у Индекс каталогу.
Деклинација објекта је + 11° 36' 5" а ректасцензија 11h 13m 10,1s. Привидна величина (магнитуда) објекта IC 2633 износи 15,7 а фотографска магнитуда 16,5.